# Маздазнан

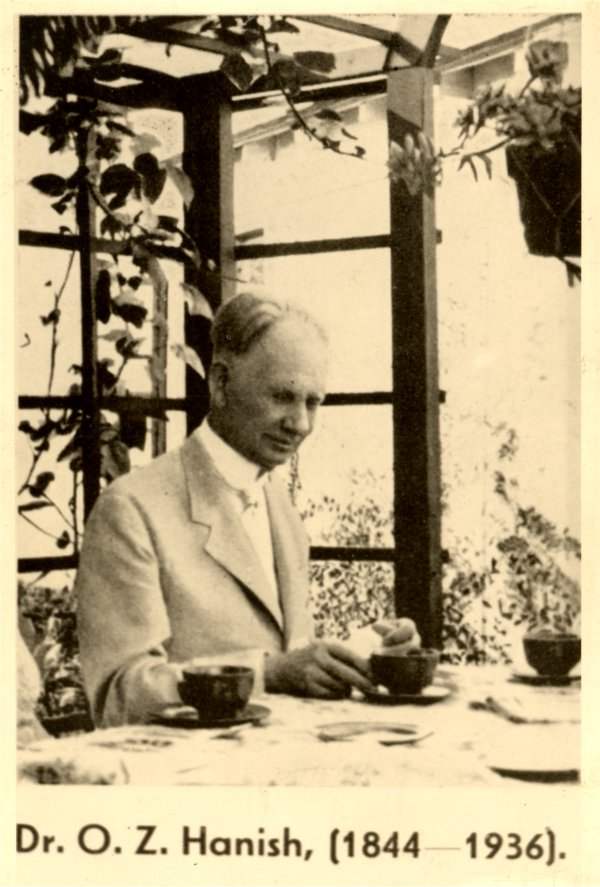
Отоман Зар-Адушт Ханіш

Маздазнан — синкретичний культ, що поєднує у собі аспекти християнства і зороастризму, заснований Отоманом Зар-Адуштом Ханішем.
Згідно з цією неозороастрійською релігією, Земля повинна знову перетворитися на сад, де людство зможе знову співпрацювати й взаємодіяти з Богом.